# Scott Pruitt

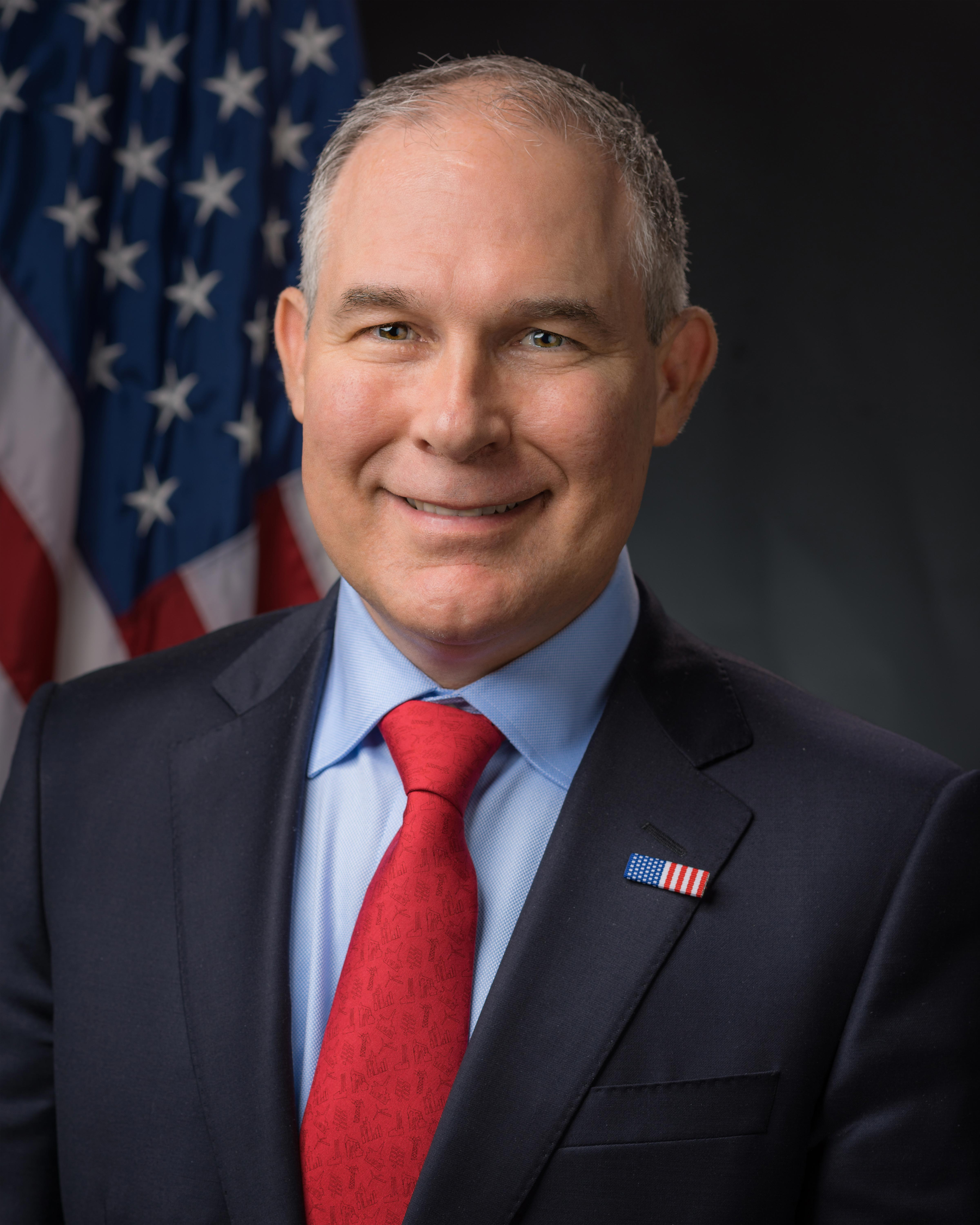
Scott Pruitt

Edward Scott Pruitt (sinh ngày 9 tháng 5 năm 1968) là một luật sư người Mỹ và chính trị gia thuộc Đảng Cộng hòa từ bang Oklahoma, Hoa Kỳ. Ông là Giám đốc thứ mười bốn của Cơ quan Bảo vệ Môi trường (EPA). Ông được Tạp chí Time bình chọn là 100 người ảnh hưởng nhất trên thế giới năm 2018.

## Sự nghiệp
Năm 1998, ông được bầu vào Thượng viện Oklahoma.
Năm 2010, ông làm Giám đốc Tư pháp của Tiểu bang Oklahoma.
Ngày 7 tháng 12 năm 2016, Tổng thống Donald Trump chỉ định ông làm Giám đốc Cơ quan bảo vệ môi trường (EPA) của Liên bang Hoa Kỳ.